# آلشورایک
آلشورایک (به مجاری:  Alsórajk) یک سکونتگاه مسکونی در مجارستان است که در زالا واقع شده‌است.